# Pippin (Italien)

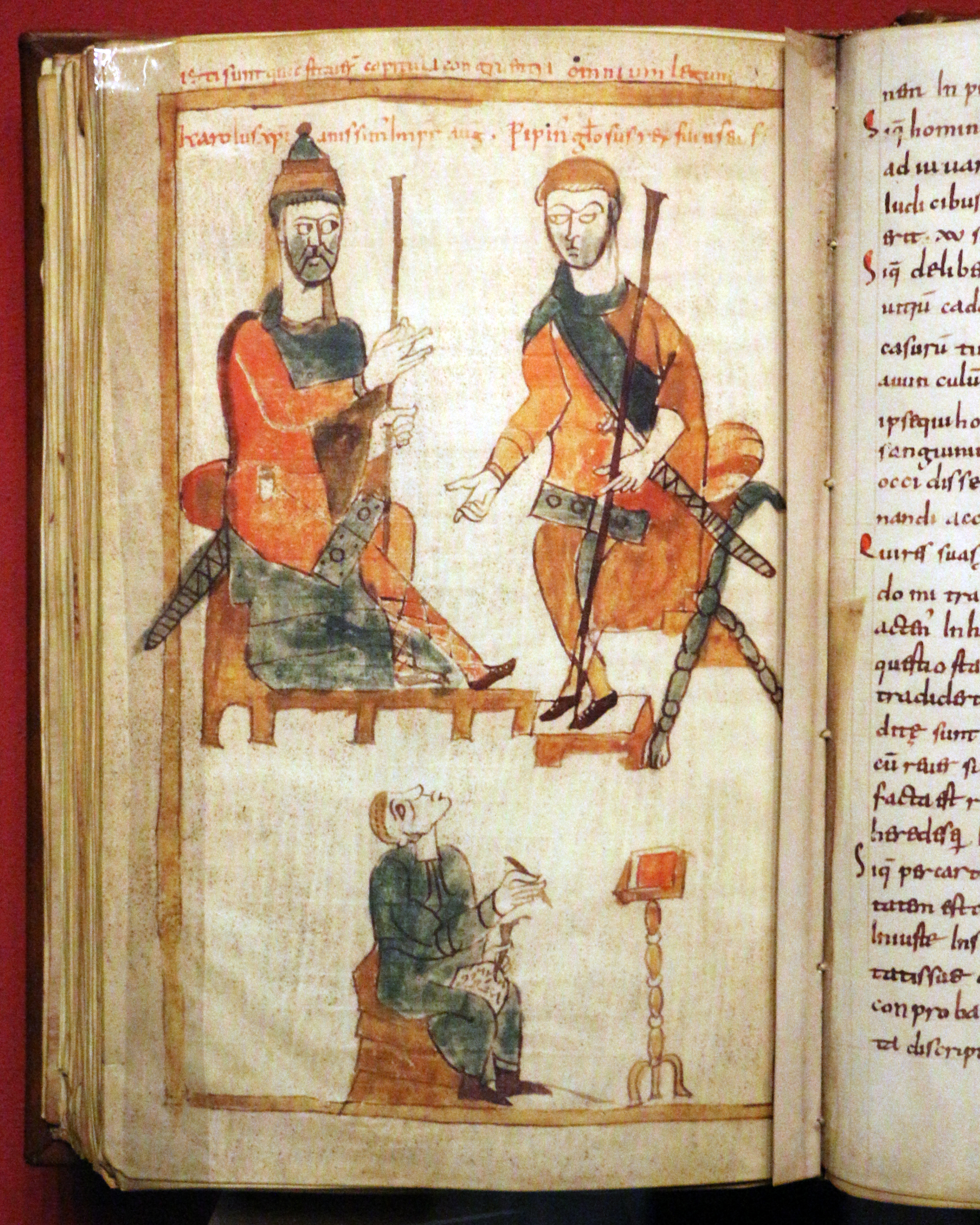
Kaiser Karl (links) im Gespräch mit seinem Sohn Pippin von Italien, Facsimile einer Miniatur aus dem Liber legum des Lupus Ferrariensis, wahrscheinlich entstanden während seines Aufenthalts in Fulda 828/29–836 im Auftrag des Markgrafen Eberhard von Friaul, Biblioteca Capitolare zu Modena.

Pippin (* 777; † 8. Juli 810 in Mailand) war von 781 bis 810 König von Italien. Er war der dritte Sohn Karls des Großen, aber der zweite Sohn seiner zweiten (später als erste einzig gültige) anerkannten Ehe mit Hildegard und hieß bis zu seiner Taufe am 15. April 781 Karlmann. Mit seiner Erhebung zum Mitkönig wurde das Kind zugleich König von Italien, womit diese Einrichtung zum ersten Mal erscheint.

## Kindheit und Jugend, Herrschaftsgrundlagen

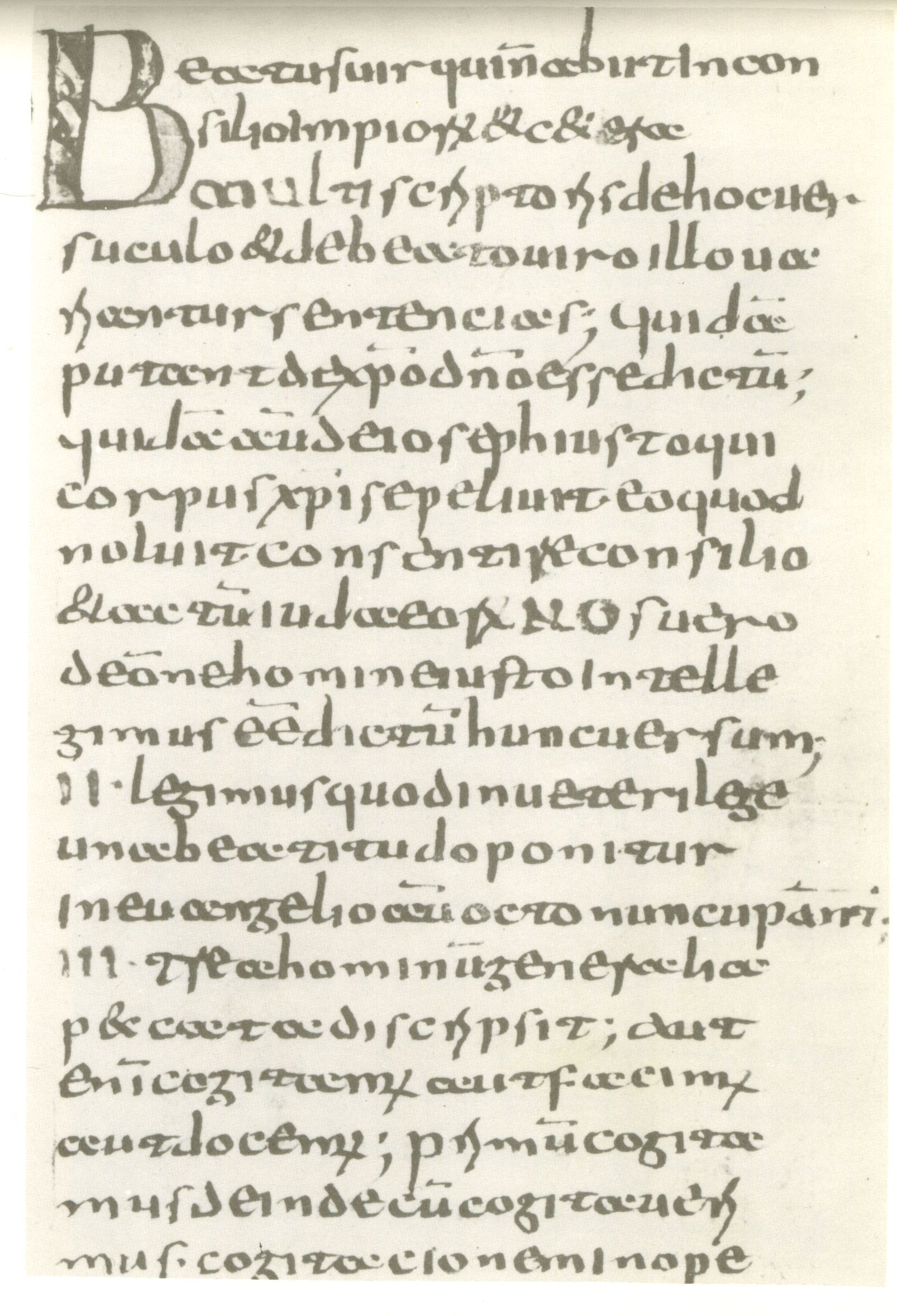
Manuskript in alemannischer Minuskel aus dem 719 gegründeten Kloster Sankt Gallen; aus Alemannien stammte die Mehrzahl der Kleriker und Siedler in Italien

Pippin erhielt den Namen Pippin wohl erst, als er, in Anwesenheit seines Vaters, am 15. April 781 von Papst Hadrian I. in Rom getauft und zum König von Italien gesalbt wurde. Ob die Einsetzung durch den Vater erfolgte, ist unklar. Pippin zählte seine Herrschaft jedenfalls ab dem Datum seiner Salbung. Der Papst war Taufpate, womit er die compaternitas (wörtlich Mitvaterschaft) mit der karolingischen Familie bekräftigte, aber auch Garant der spirituellen Einsetzung war.
Der vierjährige Pippin wurde vom primicerius palatii Angilbert und einigen missi, darunter Adalhards, Abt Waldo und Rotchild, nach Italien begleitet. Schon auf der Rückreise von Rom zog Pippin feierlich in den Königspalast von Pavia ein. 
Dabei stand Pippin zunächst unter der Vormundschaft Adalhards, des Abts von Corbie. Dieser war ursprünglich der Vertraute des Bruders Karls des Großen, Karlmann gewesen. In seinem Kloster saß wohl Desiderius, der letzte Langobardenkönig, in Gefangenschaft – wohl über 786 hinaus. Zwar hatte sich Adalhard wegen des Langobardenkriegs 774 mit Karl überworfen, doch 781 hatten sich die Halbbrüder versöhnt und Adalhard hatte daraufhin die Abtswürde in Corbie erlangt. Adalhard wiederum war an der Hofschule des Königs überaus gut vernetzt, so dass sein Einfluss auf kulturellem Gebiet enorm zunahm. „Möglicherweise muss man sogar das Zentrum der Hofschule Karls des Großen im Kloster Corbie annehmen“, meinte 2015 Stefan Weinfurter. Die Vorlagen für die geradezu massenhaft abgefassten Abschriften antiker Werke stammten wiederum meist aus Italien, wenn auch Bonifatius oder die Iren einige Schriften gesammelt hatten. Als besonders reich gilt die Bibliothek des Klosters Castellum Lucullanum (die ehemalige Villa des Lukull) auf der Insel Megaride (heute in Neapel), wo sich im 6. Jahrhundert die bedeutendste Schreibschule des lateinischen Westens entwickelte. Eine ähnlich bedeutende Schreibschule befand sich im 6. Jahrhundert in Ravenna. Im 6. und 7. Jahrhundert entstanden bedeutende Schreibschulen in Südfrankreich, dann im burgundischen Luxeuil, von wo 662 das neu gegründete Königskloster Corbie besiedelt wurde; auch Chelles wurde zu einem bedeutenden Überlieferungszentrum. 613/14 entstand in Oberitalien mit Bobbio das wichtigste klösterliche Zentrum, das gleichfalls zu einem wichtigen Überlieferungszentrum avancierte. Zu Karls und damit zu Pippins Zeit dürfte aber die neu geschaffene Hofbibliothek, die später überwiegend zugunsten der Armen verkauft wurde, von großer Strahlkraft gewesen sein (vgl. Karolingische Renaissance).
Die höheren Positionen in Italien übernahmen nun Franken, Bayern und insbesondere Alamannen, das galt auch für die Königsboten, die missi dominici, vor allem aber für den Klerus. Klöster im Frankenreich erhielten zudem ausgedehnte Ländereien in Italien, und es wurden so viele Kirchenämter mit Männern aus dem Frankenreich besetzt, dass Papst Hadrian I. sich in einer Anfrage an Karl sorgte, ob auch er, der Papst – wie er gehört habe –, von einem „de gente vestra“, also ‚aus eurem Volk‘ ersetzt werden solle.
Auch kam eine erhebliche Zahl von Siedlern, kleinen Grundherren und Vasallen (vassi) auf die Halbinsel, meist als vassi domni regis. Als fideles nostri Franci (‚unsere getreuen Franken‘) erhielten diese für den Kriegsdienst vorgesehenen Männer beneficia (Ausstattungen, eig. Wohltaten). Ihre Siedlungsschwerpunkte lagen um Mailand und Pavia, von Como bis Lecco, um Parma, Lucca und Piacenza. Fast ein Drittel der Bevölkerung, so wurde geschätzt, stammte aus Alamannien. 
Pippin musste seine Volksrechte kennen, unter denen die Zuwanderer weiterhin lebten, denn über sie musste der König gegebenenfalls zu Gericht sitzen können. Auch wies sein Herrschaftsgebiet eine weitere kulturelle Eigenständigkeit auf, was das lange Festhalten an der Alemannischen Minuskel belegt.

## Kriege gegen Awaren (791, 796), Slawen (797) und Sachsen (799)
Kaum volljährig führte Pippin 791 Krieg gegen die Awaren, eine Reihe von Kriegen, die sein Vater eröffnet hatte. Dabei griff Pippin von Italien aus an. Doch dieser Krieg führte nur zu geringen Erfolgen. Vielleicht unweit von Cividale eroberte er eine awarische Grenzbefestigung, wobei zahlreiche Awaren getötet wurden. Etwa 150 von ihnen wurden als Gefangene verschleppt. 
795 begann der lange vorbereitete Eroberungskrieg. Im Sommer 796 vollendete Pippin den Sieg. Er erbeutete den Rest des Awarenschatzes, nachdem schon im Jahr zuvor Markgraf Erich von Friaul den überwiegenden Teil des Schatzes erbeutet und nach Aachen verbracht hatte. Die Heimführung der immensen Schätze verschaffte Pippin, dem bald der entscheidende Anteil am Sieg zugeschrieben wurde, einen unerwarteten Zuwachs an Rang und Ansehen, wie man anhand der Dichtung ermessen kann. So entstand das Gedicht Über den Awarensieg König Pippins und auch Angilbert pries den jungen König in Form eines Gedichtes. 
797 verwüstete Pippin mit den Bajuwaren und Langobarden Land der Slawen und 799 zog er mit seinem Vater gegen die Sachsen. Doch noch 799 kam es zu Kämpfen der Bayern mit den Awaren. Daher entstand die Awarenmark als Grenzsicherung. Ein letzter Awarenaufstand wurde 803 niedergeschlagen.

## Reichsteilungsplan von 806

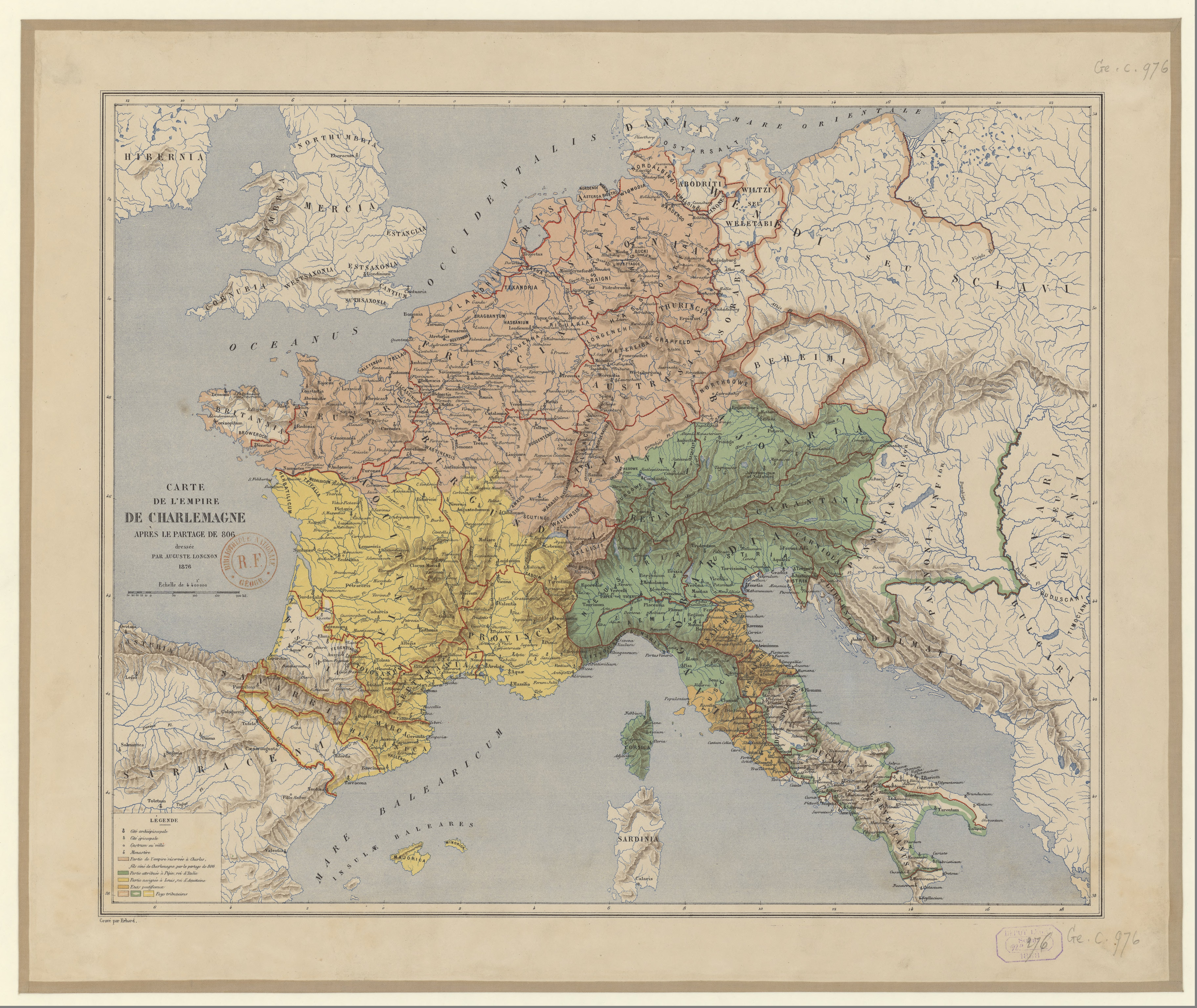
Die in der Divisio Regnorum von 806 vorgesehene Reichsteilung. Darin erhielt Karl der Jüngere die fränkischen Kerngebiete, Ludwig und Pippin die wirtschaftlich wertvolleren. Zur Sicherheit sollte der Papst die ihm zugesandte Regelung absegnen, alle Großen mussten schwören, die Einhaltung der Regelungen zu sichern.

Als Karl der Große 806 in Diedenhofen sein Reich unter seine Söhne aufteilte (Divisio Regnorum), erhielt Pippin Bayern und Italien sowie das südliche Alemannien-Rätien. Er suchte das dortige Kloster Schienen auf, wie die Reichenauer Genesiusgeschichte berichtet, und im Kloster St. Gallen wurden Urkunden nach ihm datiert.

## Kampf gegen Sarazenen, Korsika (806, 807)
Pippin schickte eine Flotte nach Korsika „contra Mauros“. Einerseits sollen die Mauren die Insel verlassen haben, als die Flotte anrückte. Dennoch, so der Chronist, kam im Kampf gegen diese Männer, die die Insel plünderten, einer der Franken, nämlich Hademarus, der Graf von Genua, ums Leben. Wie Regino ausdrücklich vermerkt, „cum imprudenter pugnaret“, weil er also unvorsichtig vorging.
Schon 807 musste sein Vater eingreifen, der eine Flotte unter dem Befehl seines Marschalls Burchard aussandte. Diese Flotte erlitt jedoch eine schwere Niederlage und verlor dreizehn Schiffe und zahlreiche Männer; die Überlebenden mussten fliehen.

## Angriff auf die Lagune von Venedig (810)

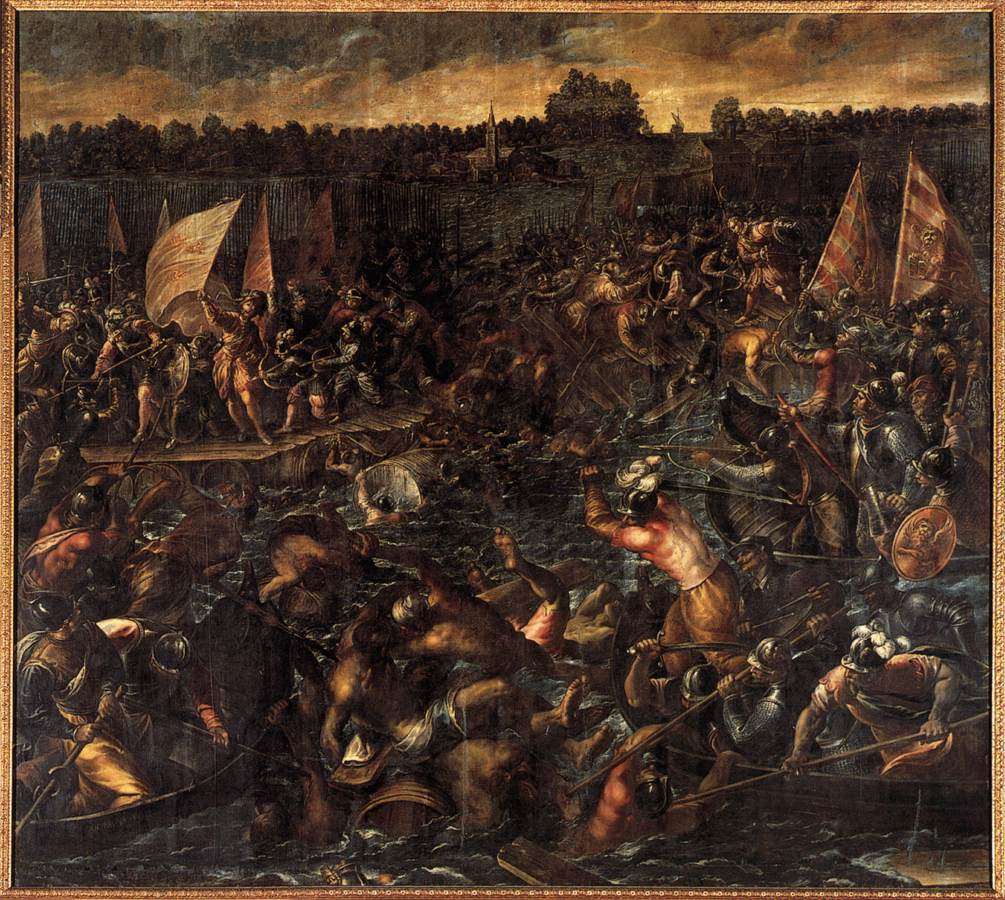
Historienmalerei zum Angriff Pippins auf Venedig (König Pippins Armee versucht Venedig zu erreichen), Öl auf Leinwand, Andrea Vicentino (ca. 1542–1618), entstanden Ende des 16. Jahrhunderts, Dogenpalast. In der venezianischen Historiographie war dieser (angeblich) gescheiterte Versuch Pippins von zentraler Bedeutung, zumal er die Verlegung der Residenz des Dogen von Metamaucum, dessen Eroberung eingeräumt wurde, nach Rialto, wo Pippin scheiterte, als sicheres Refugium vor äußeren Angriffen rechtfertigte.

810 griff er  – folgt man der venezianischen Geschichtsschreibung, so blieb dieses Unternehmen erfolglos – die Städte rund um die Lagune von Venedig an. Er unterwarf die Herzöge „Wilheran“ und „Beatus“, die die spätere Überlieferung als Obelerius oder Obelerio Antenoreo und seinen Bruder Beatus oder Beato kennt.
Der byzantinische Kaiser Nikephoros I., mit dem Karl I. seit seiner Krönung im Jahr 800 im Streit um die Kaiserfrage lag, hatte eine Flotte in die nördliche Adria geschickt, die von dem Patrizier Niketas kommandiert wurde. Da den Franken keine Flotte zur Verfügung stand, brachte Niketas zunächst ohne Widerstand Dalmatien unter seine Kontrolle. Als die Flotte an der Einfahrt zur Lagune von Venedig erschien, floh Fortunatus, der spätere Patriarch von Grado, während sich Obelerius und sein Bruder Beatus unterwarfen. Obelerius erhielt den Titel eines Spatharius (Schwertträger), womit er äußerlich dem byzantinischen Herrschaftsbereich unterstellt war.
Niketas gelang es zudem, ein Abkommen mit König Pippin zu schließen. Seine Flotte kehrte im Sommer 807 nach Konstantinopel zurück. Das Abkommen zwischen Niketas und Pippin war jedoch, angesichts eines fehlenden Vertrages zwischen den Kaiserreichen, nur von kurzer Dauer. Schon 809 führte Paulus, Duca von Kephalonia, eine weitere Flotte in venezianische Gewässer. Mit den Franken von Comacchio kam es zu Kämpfen, nach denen sich die dort gescheiterten Byzantiner um ein neues Abkommen bemühten. Die beiden Dogen blieben dabei indifferent, so dass Pippin nach dem Abzug der Flotte eine Invasion vorbereitete.
Die zeitlich nächste Quelle nach den fränkischen Reichsannalen stammt von dem Kaplan des Dogen Johannes Diaconus. Dieser zeichnet um 1000 allerdings ein ebenso parteiisches Bild. Aus dem Abstand von zwei Jahrhunderten hatte sich in Venedig eine relativ feste Überlieferungsfassung etabliert, welche die Schuld am Ausbruch des Konflikts ausschließlich Pippin zuwies. Dieser habe das Dukat Venedig von Land und von See her unter Bruch der bis dato gültigen Abmachungen attackiert. Er habe die küstennahen Zentren schnell erobern können. Dann sei er in die südliche Lagune eingedrungen, wo er über die langen Sandbänke, die die Lagune gegen die offene See schützten, bis Albiola nahe bei Pellestrina vorgedrungen sei. Von dort habe er Metamaucum bedroht, das bis 811 Residenz der Dogen war, sei jedoch im Kampf unterlegen.
Die fränkischen Reichsannalen liefern hingegen ein völlig anderes Bild. Demnach sei ein Abkommen zwischen Konstantinopel und Pippin an den Machenschaften der Dogenbrüder gescheitert, woraufhin Pippin die Venezianer unterworfen habe. Erst die griechische Flotte, die in der oberen Adria erschien, habe ihn zum Abzug gezwungen. Obelerius und Beatus versuchten ihre prekäre Herrschaft zu sichern, indem sie sich auf die Seite der Sieger stellten. Obelerius suchte dazu vergeblich fränkische Unterstützung, denn diese lieferten ihn 810 an Byzanz aus. So gelangte er als Gefangener nach Konstantinopel. Beatus wurde nach Zara in Dalmatien verbracht, wo er im nächsten Jahr starb.

## Tod und Nachkommenschaft
Doch auch Pippin starb überraschend bereits am 8. Juli 810. Er wurde in Mailand begraben. Als am 4. Dezember 811 auch Karl der Jüngere starb, waren die Regelungen von 806 endgültig obsolet. Der einzige noch lebende Sohn, später Ludwig der Fromme genannt, erbte 814 das Gesamtreich, doch hatte er im Sohn Pippins, in Bernhard, einen Rivalen.
Dieser Sohn war aus einer Friedelehe hervorgegangen, in der sich Pippin 795 mit einer namentlich nicht bekannten Frau verbunden hatte. Aus dieser Ehe stammten neben seinem Sohn Bernhard vier Töchter. Diese waren Adalhaid, Gundrada, Berthaid und Theodrada, die alle nach 800 geboren wurden und beim Tod ihres Vaters im Jahr 810 noch lebten. Bernhard († 818) wurde Pippins Nachfolger als König von Italien. Diese Stellung trat er zwar auf Anordnung Karls I. 812/813 an, doch änderten sich die Verhältnisse mit dem Tod Karls im Jahr 814. So war Bernhard im Jahr 817 in der Ordinatio Imperii Ludwigs des Frommen, die ganz auf seine eigenen drei Söhne zugeschnitten war, nicht mehr vorgesehen. Sein Herrschaftsgebiet ging an Ludwigs ältesten Sohn Lothar.